# Parastegophilus maculatus
Parastegophilus maculatus är en fiskart som först beskrevs av Steindachner, 1879.  Parastegophilus maculatus ingår i släktet Parastegophilus och familjen Trichomycteridae. Inga underarter finns listade i Catalogue of Life.